# Sâ (Douroula)
Pour les articles homonymes, voir Sa.
Ne doit pas être confondu avec Sâ (Bingo).
Sa est une commune située dans le département de Douroula de la province du Mouhoun au Burkina Faso.